# RTL FM A Rádio Rock
RTL FM A Rádio Rock (abreviatura de Rádio e TV Litoral, anteriormente Litoral FM) é uma emissora de rádio brasileira sediada em Santos, cidade do estado de São Paulo, e outorga em São Vicente. Opera no dial FM, na frequência 91,7 MHz, e pertence ao grupo Mussicom Brasil, que controla a Hot 98 FM Unimes e a Metropolitana FM Litoral. A emissora tem duas passagens pela região, sendo a primeira entre 1987 e 2011 e a segunda desde 29 de junho de 2018.

## História

### Primeira fase (1987-2011)
Surgindo em 3 de fevereiro de 1987 na frequência FM 91,9 MHz, a Litoral FM foi o segundo investimento em comunicações do empresário Lupércio Mussi, que havia inaugurado a TV Litoral em circuito fechado em 1982, na Rodoviária de Santos (o canal aberto só iria surgir em 1991). A festa de inauguração ocorreu no dia 13 de fevereiro, com presença de 400 convidados. Emocionado, Mussi afirmou que "este era um sonho há muito tempo perseguido, que, finalmente, se concretizou". A solenidade foi aberta pelo radialista Kosey Iha, com fala do prefeito de Santos, Oswaldo Justo. A Litoral FM funcionava inicialmente das 6 horas da manhã às 2 horas da madrugada. A emissora se destacou pela programação segmentada no estilo adulto-contemporâneo, tendo em sua seleção musical canções de jazz, blues e MPB, além de ampla cobertura jornalística e programas de debates.
Em 2011, a Litoral FM passou a operar no alto da Serra do Mar, ampliando sua cobertura para a Grande São Paulo. O aumento de potência criou um conflito na sintonia da Rádio SulAmérica Trânsito na região — fato que viria a ser resolvido com autorização para mudança para 91,7 MHz. Após concluídos os testes, em 5 de maio de 2011, a Litoral FM deixou repentinamente o dial FM e deu espaço para a programação religiosa da Rádio Deus é Amor. A Litoral FM se transformou em Litoral Jazz, após reformulação em seu site oficial, continuando suas transmissões como uma rádio online.

#### Breves retornos
Em outubro de 2011, a Litoral FM voltou ao ar no dial FM na frequência 92,5 MHz. A frequência é originalmente uma outorga de rádio comunitária com alcance limitado para a cidade de São Vicente (também local de sua primeira concessão de FM comercial). O retorno se deu após convênio cultural entre a Mussi Comunicações e a Sociedade Cultural Desportiva Vicentina, detentora da outorga de rádio comunitária. A Litoral FM também teve um curto período na frequência 91,7 MHz, entre junho de 2016 (após troca de nome da Rádio City 2/91.7 FM, mas mantendo a segmentação anterior adulto-contemporânea) e abril de 2017, quando entrou no ar a Rádio Cidade, emissora de formato popular.

### Segunda fase e Rádio Globo (2017-presente)
Em julho de 2017, o grupo Mussicom Brasil promoveu diversas mudanças em suas rádios. A frequência 91,7 MHz passa a abrigar a Rádio City, fazendo dupla transmissão em conjunto com a 102,1 MHz. Pouco tempo depois, é confirmada a reestreia da Rádio Globo através da 102,1 MHz, enquanto que a Rádio City passaria a ficar restrita à frequência 91,7 MHz. A estreia da Rádio Globo Santos ocorreu em 3 de agosto de 2017, três dias após o previsto inicialmente. A emissora foi a primeira afiliada inaugurada após a grande reformulação da rede, ocorrida em junho. Também marcou o retorno da Rádio Globo a Baixada Santista, que já operou através da Rádio Guarujá entre 2006 e 2007.
Menos de 1 ano após a estreia, foi anunciado o fim da afiliação com a Rádio Globo e o retorno de um projeto com programação adulto-contemporâneo, com expectativa para um possível retorno da Litoral FM (ou também a entrada de um projeto popular). Prevista pra ocorrer na virada de junho para julho de 2018, a Litoral FM entrou no ar após a transmissão do A Voz do Brasil, em 29 de junho de 2018. Toda a equipe anterior da Rádio Globo foi mantida na nova fase da emissora.
Em julho de 2019, foi anunciado o retorno da Litoral FM à frequência 91,7 FM, numa troca de frequência com a Rádio Cidade. A troca de frequências ocorreu às 19h de 31 de julho de 2019. Posteriormente, a Litoral FM muda o estilo de sua programação e passa a abordar o gênero rock e soft rock, algo similar ao que era realizado na Rádio City. Em fevereiro de 2020, a Litoral FM fechou uma parceria de naming rights com a operadora de saúde Prevent Senior, passando a usar o nome Litoral FM Prevent Senior e o slogan A rádio da saúde. Em 4 de junho de 2020, a emissora passou a se chamar RTL Prevent Senior, onde "RTL" era a abreviatura de Rádio e TV Litoral. A partir daquele momento, a rádio passava a ter transmissão em vídeo pela internet, incluíndo a programação musical e os intervalos comerciais. A parceria de naming rights com a Prevent Senior é encerrada em março de 2021 e a rádio passa a adotar a marca RTL.
Em julho de 2021, a RTL passou a ser captada na Grande São Paulo, após ajustes técnicos em sua torre de transmissão, que passou a ser localizada na cidade de São Bernardo do Campo.
Atualmente, assume um perfil voltado ao rock, retirando a marca referente à 89 A Rádio Rock, já que a mesma não era configurada como afiliada ou parceira, além de assumir um perfil de extrema-direita, em parceria com a Revista Oeste.